# NGC 2550
NGC 2550 è una piccola galassia a spirale situata nella costellazione della Giraffa, a una distanza di circa 111 milioni di anni luce dalla nostra Via Lattea.

## Scoperta
La galassia è stata scoperta il 7 settembre 1885 dall'astronomo statunitense Lewis Swift.

## Descrizione
NGC 2550 ha una classe di luminosità II e presenta una larga riga a 21 cm dell'idrogeno neutro.
Dato il valore della sua luminosità superficiale pari a 11,81, NGC 2550 può essere inclusa tra le galassie che presentano una elevata luminosità superficiale.